# Seticyphella
Seticyphella là một chi nấm trong họ Cyphellaceae. Chi này chứa 3 loài được tìm thấy ở Europe.